# Weyhe
Weyhe ist eine selbständige Gemeinde im Norden des Landkreises Diepholz in Niedersachsen.

## Geographie

### Geographische Lage
Weyhe schließt direkt an die südliche Grenze der Stadt Bremen an. Im Westen grenzt Weyhe an die Gemeinde Stuhr, welche im Landkreis Diepholz als einzige eine größere Bevölkerungszahl als Weyhe hat. Östliche Nachbarn sind die Stadt Achim und die Samtgemeinde Thedinghausen, im Süden grenzt Weyhe an die Stadt Syke.

### Flüsse
Im Ortsteil Kirchweyhe entfließt die Ochtum dem Kirchweyher See, der von der Hache und dem Süstedter Bach gespeist wird. Die Ochtum fließt in Richtung Nordwesten in das Bundesland Bremen und bildet dabei teils die Grenze zwischen Niedersachsen und Bremen. Schlussendlich mündet die Ochtum zwischen Lemwerder-Altenesch und Bremen-Seehausen in die Weser.
Durch den Ortsteil Sudweyhe fließt ungefähr parallel zur Hache die Sudweyher Beeke, welche in den Süstedter Bach mündet.

### Klima
Gemäßigtes Seeklima beeinflusst durch feuchte Nordwestwinde von der Nordsee. Im langjährigen Mittel erreicht die Lufttemperatur in Weyhe 8,5 bis 9,0 °C und es fallen etwa 700 mm Niederschlag im Jahr. Zwischen Mai und August kann mit durchschnittlich 20–25 Sommertagen gerechnet werden.

### Flächennutzung
Die Flächennutzung der Gemeinde Weyhe ist landwirtschaftlich geprägt. 2005 wurden 65,8 % der Gemeindefläche als Landwirtschaftsfläche ausgewiesen. Betrachtet man die Ergebnisse der Erhebungen der Flächeninanspruchnahme im Zeitraum 1981 bis 2005, so ist allerdings eine deutliche Verschiebung von Landwirtschaftsfläche zu Gunsten anderer Nutzungsarten festzustellen. Gegenüber 1981 wurde die Landwirtschaftsfläche von 4458 ha auf 3966 ha verringert, was eine Abnahme von 11,1 % darstellt. Die Flächeninanspruchnahme für Gebäude- und Freifläche hat um 249 ha (+36,4 %) zugenommen, die Erholungsfläche hat um 49 ha (+144 %) zugenommen und sich somit mehr als verdoppelt. Die Verkehrsfläche hat um 59 ha (+ 16 %) zugenommen.
| Flächennutzung der Gemeinde Weyhe | \| Nutzung \| 1981 \| 1989 \| 1997 \| 2005 \| \| \| Nutzung \| Katasterfläche (ha) \| Katasterfläche (ha) \| Katasterfläche (ha) \| Katasterfläche (ha) \| Katasterfläche (ha) \| \| ----------------------- \| ------------------- \| ------------------- \| ------------------- \| ------------------- \| ------------------- \| \| Insgesamt \| 6022 \| 6024 \| 6025 \| 6025 \| \| \| Gebäude- und Freifläche \| 766 \| 875 \| 961 \| 1045 \| \| \| Betriebsfläche \| 61 \| 23 \| 35 \| 24 \| \| \| Erholungsfläche \| 34 \| 44 \| 54 \| 83 \| \| \| Verkehrsfläche \| 371 \| 389 \| 414 \| 430 \| \| \| Landwirtschaftsfläche \| 4458 \| 4327 \| 4168 \| 3966 \| \| \| Waldfläche \| 134 \| 141 \| 160 \| 225 \| \| \| Wasserfläche \| 167 \| 186 \| 197 \| 209 \| \| \| Andere Nutzung \| 31 \| 39 \| 35 \| 43 \| \| |      |      |      |
| Nutzung                           | 1981 | 1989 | 1997 | 2005 |
| Nutzung                           | Katasterfläche (ha) |      |      |      |
| Insgesamt                         | 6022 | 6024 | 6025 | 6025 |
| Gebäude- und Freifläche           | 766 | 875  | 961  | 1045 |
| Betriebsfläche                    | 61 | 23   | 35   | 24   |
| Erholungsfläche                   | 34 | 44   | 54   | 83   |
| Verkehrsfläche                    | 371 | 389  | 414  | 430  |
| Landwirtschaftsfläche             | 4458 | 4327 | 4168 | 3966 |
| Waldfläche                        | 134 | 141  | 160  | 225  |
| Wasserfläche                      | 167 | 186  | 197  | 209  |
| Andere Nutzung                    | 31 | 39   | 35   | 43   |

## Geschichte
Der Ortsname Weyhe tauchte schon um 860 auf. Grund war ein Bericht über die Wunderheilungen am Grab Willehads. Erzählt wird von einem Mädchen aus „Wege“ (Kirch- oder Sudweyhe), das seit langem keine Kraft mehr in ihrem Körper hatte. Als sie schwer erkrankte und an das Grab des heiligen Bischofs geführt wurde, habe sie ihre Kräfte und ihre Gesundheit zurückerhalten.

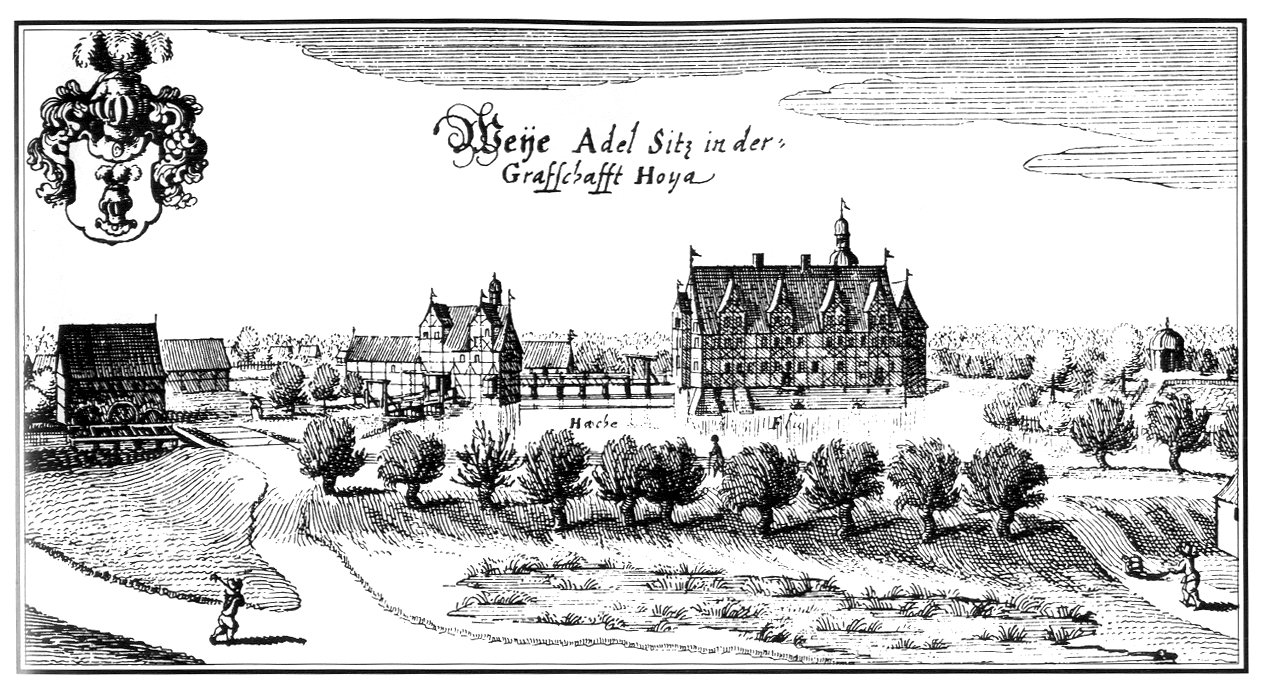
Weÿe Adel Sitz in der Grafschaft Hoya, 1654

Etwa 400 Jahre später ist in der sogenannten Weserbrückenliste von „zwei Dörfern“ die Rede. Man kann ziemlich genau sagen, dass es sich um Kirchweyhe und Sudweyhe handelte. Kirchweyhe und Sudweyhe sind bald darauf in anderen historischen Quellen als „Kerckwege“ (1277) und „Suthweige“ (um 1300) zu finden.
In der Westhälfte der heutigen Gemeinde Weyhe erstreckten sich die Ortsteile Angelse, Erichshof, Hagen, Hörden und Melchiorshausen, die der damaligen Gemeinde Leeste angehörten. Früheste schriftliche Hinweise stammen aus der Zeit um 1185. Erwähnt wird dabei unter anderem der Verwalter des erzbischöflich-bremischen Meierhofes in „Leste“ (Leeste).
Um 1800 fand ein reger Warenaustausch zwischen Bremen und Weyhe statt. Nicht nur landwirtschaftliche Produkte, sondern auch gewerbliche Erzeugnisse wurden in der Weserstadt getauscht oder zum Verkauf geboten.
1873 eröffnete die über Kirchweyhe führende Eisenbahnstrecke Bremen–Osnabrück. In der Folge entstand in Kirchweyhe ein sechs Kilometer langer, südwärts bis zum benachbarten Weiler Barrien reichender Rangierbahnhof mit wenigen Gleisen. Fachkräfte zogen mit ihren Familien nach Kirchweyhe und sorgten für einen rapiden Bevölkerungsanstieg. Noch um 1925 ernährte die Eisenbahn rund zwei Drittel aller Einwohner in Kirchweyhe, außerdem viele Familien aus den damaligen Nachbargemeinden. Der Rangierbahnhof ist nach seiner Stilllegung 1968 verkleinert worden, Reste des Nordschuppens werden von einer Firma genutzt.

### Zeitleiste

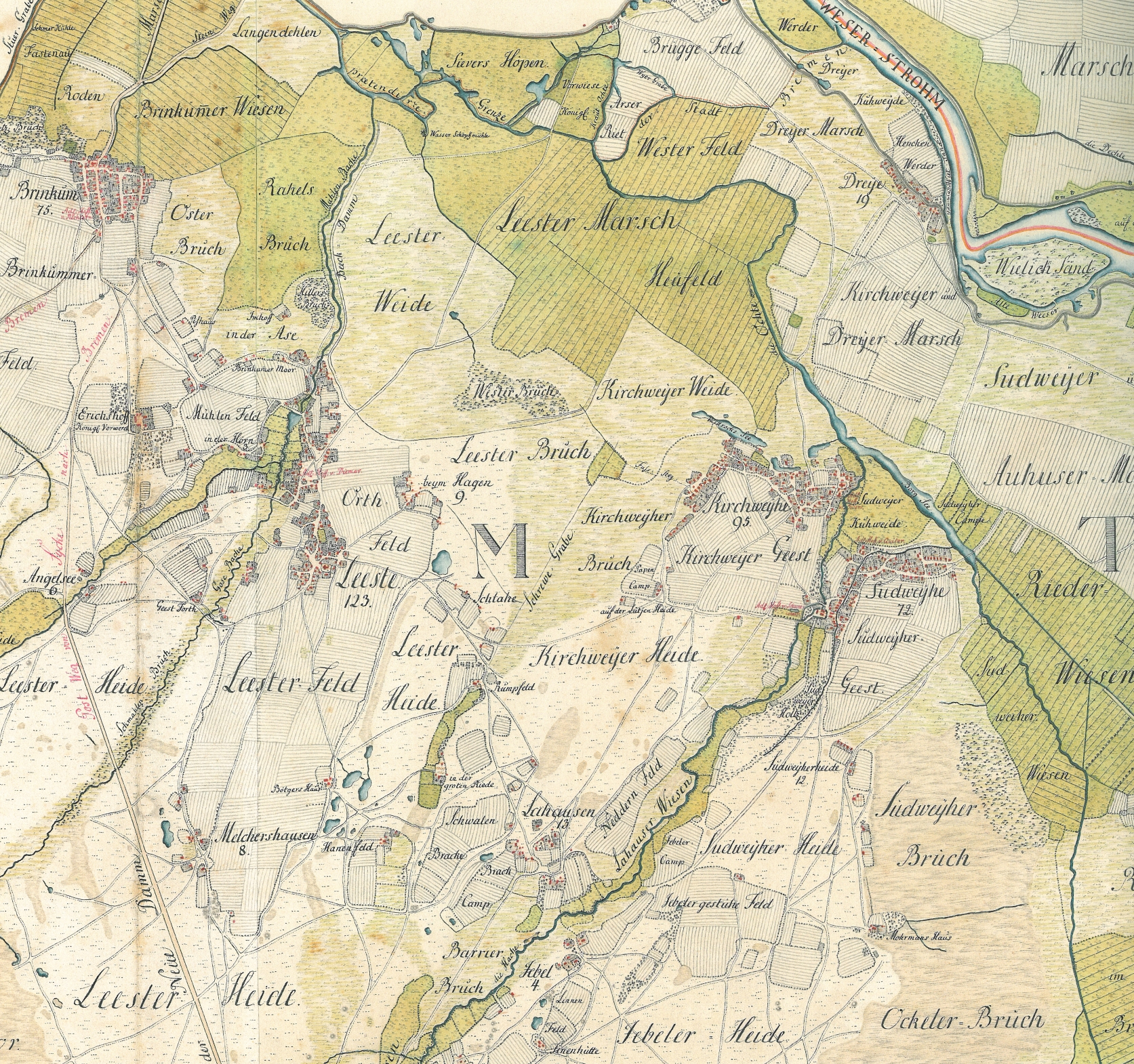
Die Ortschaften der heutigen Gemeinde Weyhe in der Kurhannoverschen Landesaufnahme vom 1773

- Um 860: Erste bis heute bekannte schriftliche Erwähnung Weyhes („Wege“).
- 1158: Kaiser Friedrich I. gestattet die Besiedelung des bis dahin unbebauten Bruchlandes in Kirchweyhe und/oder Sudweyhe und Dreye.
- 1167: Während eines Adelsaufstands gegen Heinrich den Löwen erobern Widersacher des Welfenherzogs das „Castrum Wege“ (die Burg Weyhe).
- Um 1185: Ältester schriftlicher Hinweis auf die Existenz des Ortsteils Leeste.
- Um 1250: Errichtung der Felicianus-Kirche im Ortsteil Kirchweyhe.
- 1582: Kirchweyhe, Sudweyhe und Leeste geraten nach dem Aussterben der Hoyaer Grafen unter welfische Herrschaft.
- 1790: Die „Kolonie Erichshof“ entsteht auf den Betriebsflächen des im 16. Jahrhundert gegründeten Vorwerks Erichshof. Sie ist Teil des lutherischen Kirchspiels Leeste.
- 1794: Gründung der evangelisch-lutherischen Superintendentur, die bis 1934 bestehen blieb.
- 1824: Der Bau einer „Ziegelbrennerey“ in Sudweyhe wird genehmigt. Ein traditioneller Weyher Gewerbezweig beginnt sich zu entwickeln. Bis 1896 entstehen in den Marschen von Ahausen, Leeste, Sudweyhe und Dreye fünf weitere Betriebe.
- 1826: Im Weserdorf und Zollort Dreye gründet der Bremer Fabrikant G. F. Sengstake eine Seifensiederei – Pionier der Industrialisierung in diesem Ortsteil, der größten Gewerbeansiedlung in Weyhe bis heute.
- 1873: Fertigstellung der Bahnstrecke Bremen–Osnabrück, in der Folge Errichtung des Rangierbahnhofes.
- 1928: Die „Kolonie Erichshof“ wird mit der Gemeinde Leeste vereinigt.
- 1945: Die Endkämpfe um Bremen führen zu zahllosen schweren Zerstörungen im Gebiet der heutigen Gemeinde Weyhe.
- 1992: Weyhe erhält den Status „selbstständige Gemeinde“.
- 2000: Die Einwohnerzahl erreicht 30.000.

### Gemeindebildung
Am 1. März 1974 wurde die Gemeinde Weyhe durch den Zusammenschluss der Gemeinden Kirchweyhe, Leeste und Sudweyhe neu gebildet. Die Gesamtfläche der neuen Gemeinde beträgt 6025 Hektar. Zur Gemeinde Kirchweyhe gehörten die Ortsteile Kirchweyhe, Lahausen und Dreye, zur Gemeinde Sudweyhe die Ortsteile Sudweyhe, Jeebel und Ahausen. Ebenso selbständig war zum Zeitpunkt die Gemeinde Leeste mit den Ortsteilen Leeste, Erichshof, Hörden, Angelse, Hagen und Melchiorshausen.
| \| Ortsteil \| Einwohner*) \| \| --------------- \| ----------- \| \| Kirchweyhe \| 10.066 \| \| Leeste \| 9.334 \| \| Lahausen \| 3.978 \| \| Sudweyhe \| 3.206 \| \| Erichshof \| 2.732 \| \| Melchiorshausen \| 1.907 \| \| Dreye \| 1.222 \| \| Jeebel \| 484 \| \| Ahausen \| 169 \| *) Stand: 30. September 2022 | Lage der Ortsteile der Gemeinde Weyhe |
| Ortsteil | Einwohner*)                           |
| Kirchweyhe | 10.066                                |
| Leeste | 9.334                                 |
| Lahausen | 3.978                                 |
| Sudweyhe | 3.206                                 |
| Erichshof | 2.732                                 |
| Melchiorshausen | 1.907                                 |
| Dreye | 1.222                                 |
| Jeebel | 484                                   |
| Ahausen | 169                                   |

### Einwohnerstatistik
Die Gemeinde Weyhe hat seit der Gründung von 1974 einen starken Bevölkerungsanstieg zu verzeichnen. Die Einwohnerzahl stieg zwischen 1974 und 2006 von 21.556 auf 30.325 (+ 40 %).

### Konfessionsstatistik
2018 waren von den 30.998 Einwohnern Weyhes 40,0 % evangelisch, 7,0 % katholisch und 53,0 % hatten eine sonstige Religionsangehörigkeit oder waren konfessionslos. 2015 waren von der Bevölkerung Weyhes 14.133 evangelisch, 2372 katholisch und 660 anderer Religionsangehörigkeit. 14.653 Menschen waren 2015 Konfessionslos. Der Anteil der evangelischen und katholischen Gemeindeglieder an der Gesamtbevölkerung ist seitdem weiter gesunken. 2024 waren von den Einwohnern Weyhes 31,6 % evangelisch, 5,8 %  katholisch und 62,6 %  hatten eine sonstige Religionsangehörigkeit oder waren konfessionslos.

## Politik

### Gemeinderat
- Linke: 1
- SPD: 15
- Grüne: 7
- PARTEI: 1
- FWG: 1
- FDP: 3
- CDU: 10

Der Gemeinderat der Gemeinde Weyhe besteht aus 38 Ratsfrauen und Ratsherren. Dies ist die festgelegte Anzahl für eine Gemeinde mit einer Einwohnerzahl zwischen 30.001 und 40.000 Einwohnern. Die 38 Ratsmitglieder werden durch eine Kommunalwahl für jeweils fünf Jahre gewählt. Die letzte Gemeinderatswahl fand am 12. September 2021 statt.
Stimmberechtigt im Gemeinderat ist außerdem der hauptamtliche Bürgermeister.
Die vergangenen Gemeinderatswahlen führten zu folgenden Ergebnissen:
| Jahr | Wahl- beteiligung | SPD  | SPD   | CDU  | CDU   | Grüne | Grüne | FDP  | FDP   | Die Partei | Die Partei | FWG | FWG   | Linke | Linke |
| Jahr | Wahl- beteiligung | 0%   | Sitze | 0%   | Sitze | 0%    | Sitze | 0%   | Sitze | 0%         | Sitze      | 0%  | Sitze | 0%    | Sitze |
| 2021 | 59,6              | 40,9 | 15    | 26,2 | 10    | 17,4  | 7     | 8,9  | 3     | 2,4        | 1          | 2,5 | 1     | 1,9   | 1     |
| 2016 | 54,6              | 43,7 | 17    | 28,3 | 11    | 14,7  | 5     | 10,4 | 4     | 3,0        | 1          | –   | –     | –     | –     |
| 2011 | 49,3              | 45,2 | 17    | 26,5 | 10    | 21,3  | 8     | 5,4  | 2     | –          | –          | –   | –     | 1,6   | 1     |
| 2006 | 46,1              | 50,3 | 20    | 27,4 | 10    | 12,2  | 4     | 10,2 | 4     | –          | –          | –   | –     | –     | –     |
| 2001 | 48,3              | 50,8 | 20    | 30,6 | 12    | 10,9  | 4     | 7,5  | 2     | –          | –          | –   | –     | –     | –     |
| 1996 | 61,5              | 48,3 | 18    | 32,1 | 11    | 13,8  | 5     | 5,4  | 2     | –          | –          | –   | –     | –     | –     |

### Landtagswahlen
| Jahr | Wahl- beteiligung | CDU    | SPD    | FDP   | Grüne  | Linke | NPD   | Piraten |
| ---- | ----------------- | ------ | ------ | ----- | ------ | ----- | ----- | ------- |
| 2013 | 60,1 %            | 31,9 % | 35,8 % | 8,2 % | 16,4 % | 3,2 % | 0,8 % | 1,9 %   |
| 2008 | 58,3 %            | 35,7 % | 33,5 % | 8,5 % | 10,4 % | 8,2 % | 1,5 % | —       |
| 2003 | 67,6 %            | 41,7 % | 38,6 % | 7,0 % | 10,0 % | —     | —     | —       |

### Bürgermeister
Der Hauptamtliche Bürgermeister wurde am 10. November 2019 neu gewählt, nachdem der bisherige Amtsinhaber Andreas Bovenschulte (SPD) im Juli 2019 auf eigenen Wunsch abgewählt wurde, weil er in die Bremer Landespolitik wechselte. Frank Seidel (SPD) gewann die Wahl im ersten Wahlgang mit 59,8 % der Stimmen.
Bei der letzten Bürgermeisterwahl am 25. Mai 2014 wurde Bovenschulte mit 55,6 % der Stimmen gewählt. Sein Gegenkandidat Nils Krämer erhielt 44,4 %. Die Wahlbeteiligung lag bei 54,3 %. Bovenschulte trat sein Amt am 1. November 2014 an und löste den bisherigen Amtsinhaber Frank Lemmermann (SPD) ab, der nicht mehr kandidiert hatte.
| Bisherige Amtsinhaber: - 1974–1976: Walter Zimmermann (CDU) - 1976–1981: Heinrich Klenke (SPD) - 1981–1986: Friedrich Kruse (CDU) - 1986–1991: Heinrich Klenke (SPD) - 1996–2001: Edmund Irmer (parteilos) - 2001–2006: Reinhard Osterloh (parteilos) - 2006–2014: Frank Lemmermann (SPD) - 2014–2019: Andreas Bovenschulte (SPD) - 2019– : Frank Seidel (SPD) Gemeindedirektoren: - 1974–1992: Alfred Wetjen - 1992–1995: Dietrich Schütte - 1995–1996: Edmund Irmer |

### Verwaltung

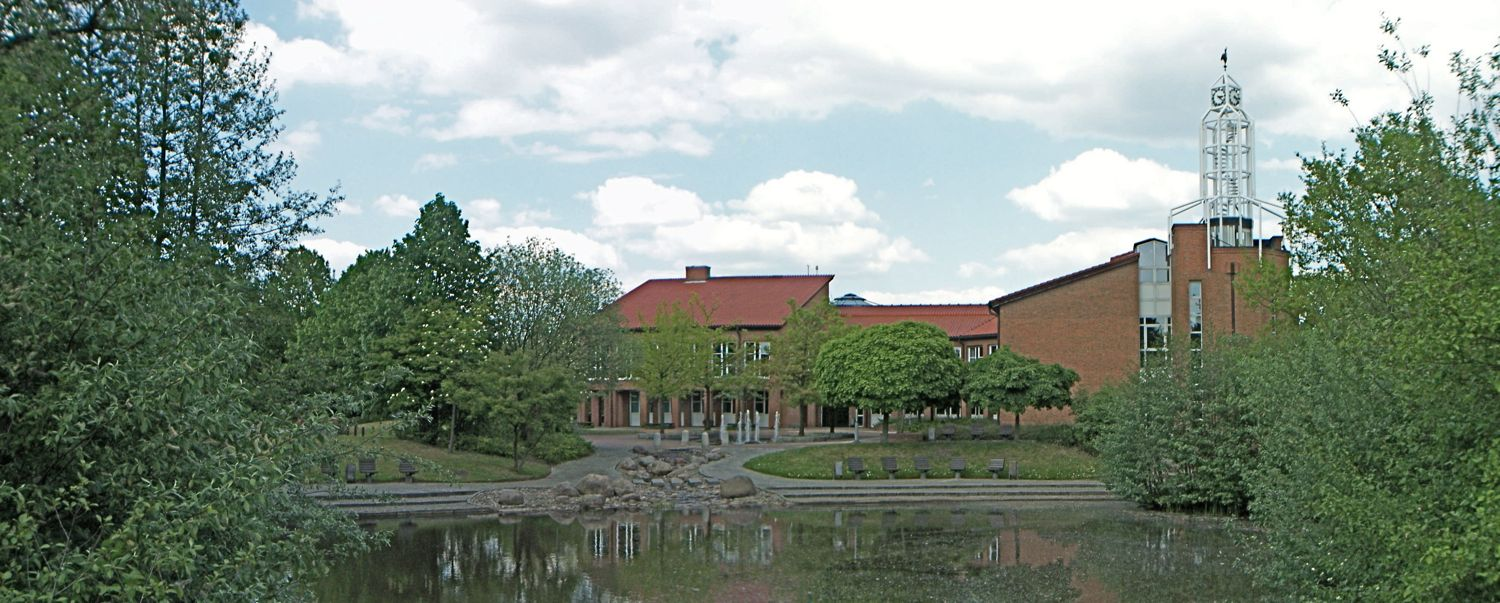
Das Rathaus der Gemeinde Weyhe im Ortsteil Leeste

Die Gemeindeverwaltung ist größtenteils im Rathaus im Ortsteil Leeste untergebracht. Es beherbergt das Bauamt, das Ordnungsamt, das Einwohnermeldeamt, das Standesamt sowie ein Bürgerbüro. Darüber hinaus betreibt die Gemeinde einen eigenen Baubetriebshof in der Straße Im Bruch neben der Zentralen Sportanlage gelegen. Dessen Mitarbeiter kümmern sich um die Entgegennahme von Problemabfällen, den Winterdienst, die Straßenreinigung, die Pflege von Sportplätzen, Kinderspielplätzen und Grünanlagen sowie die Reparatur und Instandhaltung von gemeindeeigenen Einrichtungen und Gebäuden. Für Verkehrs- und Umweltdelikte ist das Ordnungsamt zuständig, für alle weiteren Sicherheitsfragen das Polizeikommissariat im Ortsteil Leeste. Die Sozialstation der Gemeinde befindet sich im Ortsteil Kirchweyhe und sorgt für die Betreuung und Pflege kranker, alter und behinderter Menschen entsprechend ihren Bedürfnissen in vertrauter, häuslicher Umgebung. 2007 wurde dieses Gebäude in „Martha-Schubert-Haus“ umbenannt.

### Wappen
Das Wappen der Gemeinde Weyhe zeigt im Schild einen aufsteigenden Löwen über drei roten Schrägbalken. Das Gemeindewappen leitet sich aus dem Wappen der Familie „von Weyhe“ ab, einem Grafengeschlecht, das in Weyhe wahrscheinlich seit dem 12. Jahrhundert ansässig war und auch anderswo in Norddeutschland zu finden ist (unter anderem Lüneburger Heide).

### Partnerschaften
- Seit 1972 unterhält Weyhe eine Partnerschaft mit dem französischen Coulaines. Die Interessengemeinschaft IG Weyhe/Coulaines ist für die Organisation und Durchführung von Austauschprogrammen zuständig.
- Seit 1990 folgte als Partnerstadt Madona in Lettland. Die Organisation und Durchführung von Austauschprogrammen erfolgt in Zusammenarbeit mit dem Verein zur Förderung der Partnerschaft zwischen Weyhe und Madona. Im Oktober 2000, zum zehnjährigen Bestehen der Partnerschaft, wurde die Straße Madona-Allee im Ortsteil Kirchweyhe eingeweiht.
- Weyhe ist im Kommunalverbund Niedersachsen/Bremen vertreten.

## Kultur und Sehenswürdigkeiten

### Theater
Das privat betriebene Weyher Theater, direkt am Marktplatz in Kirchweyhe gelegen, ist ein Komödientheater und bietet 313 Besuchern Platz. Aufgeführt werden unter anderem Boulevard-Stücke, Musik-Theater, niederdeutsche Komödien und Weihnachtsmärchen. In der Spielzeit 2007/2008 besuchten über 70.000 Zuschauer die 335 Vorstellungen des Theaters; somit ist das Weyher Theater das erfolgreichste Komödientheater Norddeutschlands.

### Marktplatz
Der Kirchweyher Marktplatz liegt in Bahnhofsnähe und ist das heutige Zentrum von Weyhe. Der Marktplatz ist quadratisch angelegt und verhältnismäßig groß. Er hat eine Fläche von 4225 m², dazu kommen noch Parkplätze, umgebende Straßen und ein Kinderspielplatz. Auf dem Marktplatz ist samstags von 8 bis 13 Uhr Markttag; man bekommt frisches Gemüse und Obst der Saison von lokalen Anbietern und Lebensmittel für den täglichen Bedarf.

### Bauwerke

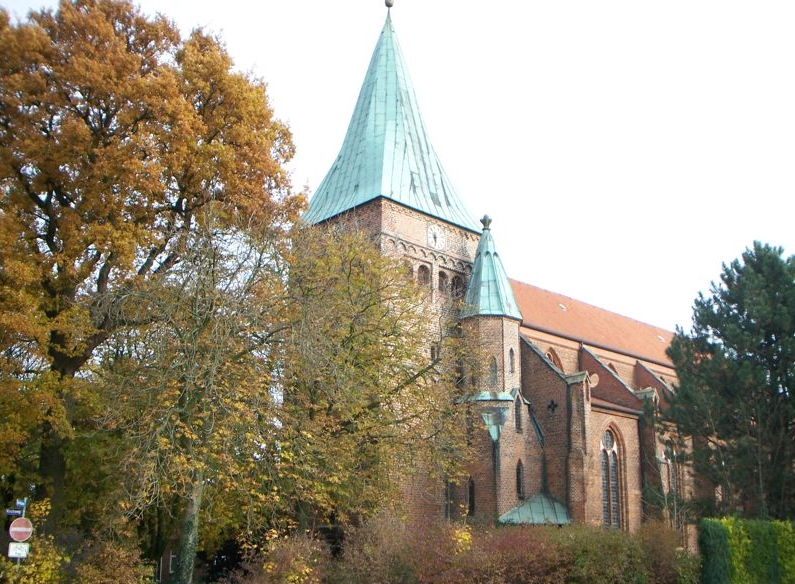
Die Felicianuskirche in Kirchweyhe, erbaut 1250

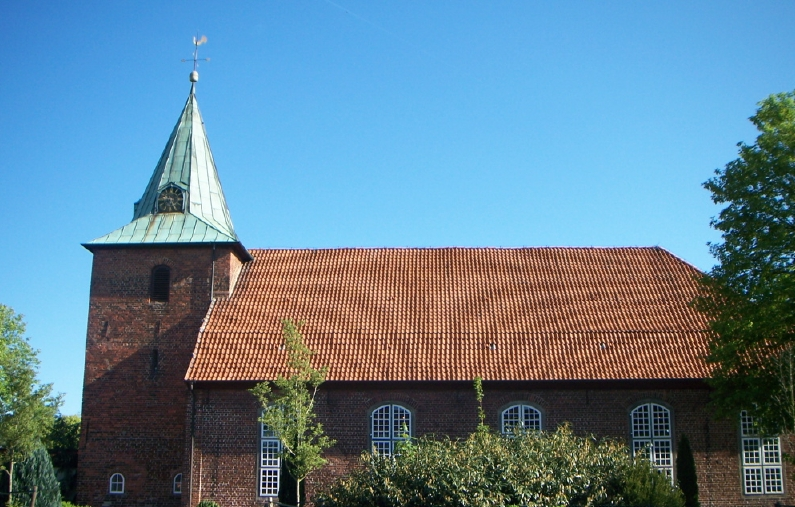
Die Marienkirche in Leeste, erbaut 1770

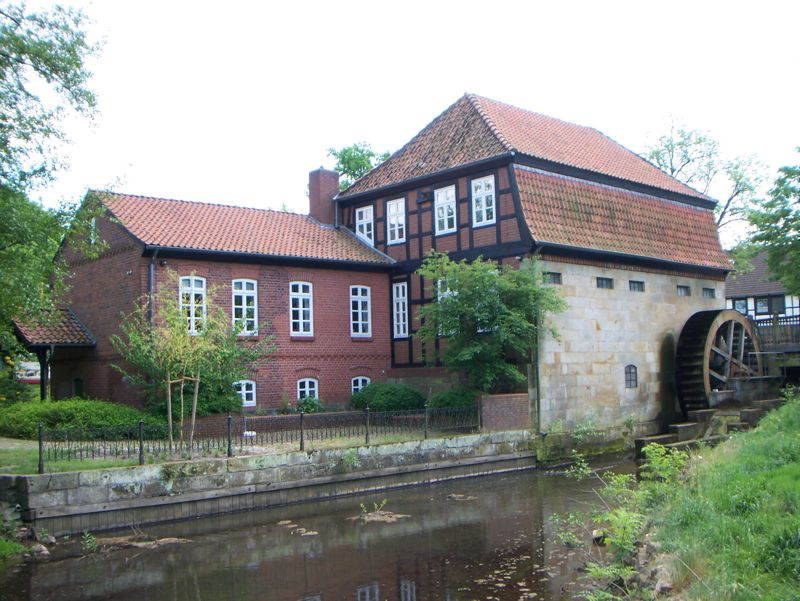
Sudweyher Wassermühle

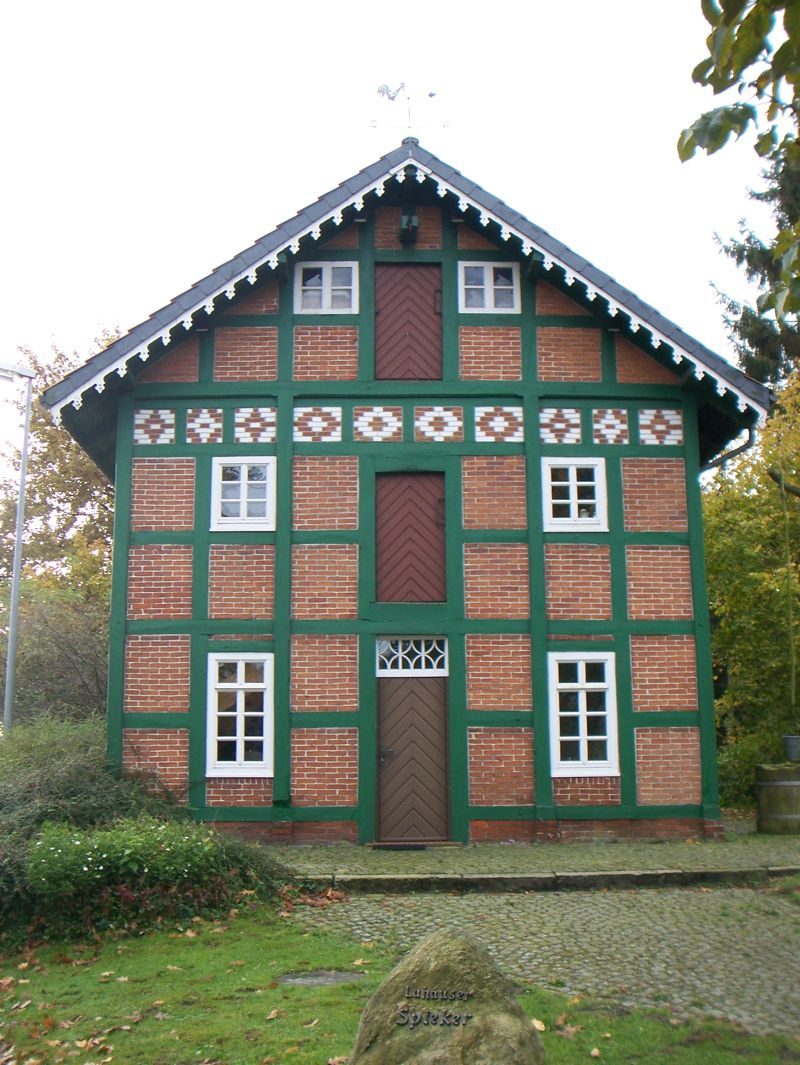
Der Lahauser Spieker, erbaut 1880

In der Liste der Baudenkmale in Weyhe sind für die gesamte Gemeinde Weyhe 40 Baudenkmale aufgeführt.
Felicianuskirche Kirchweyhe
Der romanische Backsteinturm der Kirchweyher ev.-luth. Felicianuskirche stammt aus der Zeit um 1250 und ist das älteste noch erhaltene Bauwerk der Gemeinde Weyhe. Das ursprünglich romanische Kirchenschiff musste 1858 wegen Baufälligkeit geschlossen werden und wurde 1861 abgerissen. 1863 wurde die neue, im neugotischen Stil errichtete, und größer zugeschnittene Kirche eingeweiht. 2006 bekam die Kirche eine neue Kuhn-Orgel.
Heilige Familie Kirchweyhe
Die katholische Kirche Kirchweyhe steht an der Kirchweyher Hauptstraße/Drohmweg. Es finden mehrere Gottesdienste in der Woche statt. Die zuständige Diözese ist das Bistum Osnabrück, Dekanat Twistringen, die Kirchengemeinde ist die Gemeinde „Emmaus“, die fünf Pfarreien umfasst (u. a. Syke).
Marienkirche Leeste
Die Leester ev.-luth. Marienkirche stammt aus dem späten 18. Jahrhundert. Während das Kirchenschiff, ein Backsteinbau, 1770 errichtet wurde, fügte man den quadratischen Westturm erst 20 Jahre später an. Die Kanzel ist aus dem Jahr 1770, die Empore von 1852. Die große Kirchenglocke wurde bereits 1513 gegossen und fand 1770 ihren Platz im Westturm. An der Nordseite des Kirchenschiffs stehen Grabsteine aus dem 17. und 18. Jahrhundert.
Bahnhof in Kirchweyhe
Das Gebäude des Kirchweyher Bahnhofs wurde von der Hamburg-Venloer Eisenbahn errichtet und  1873 fertiggestellt. Es ist ein für die damalige Zeit typischer neoromanischer Ziegelbau rotsteinfarbenen Baustil dar.
Post in Kirchweyhe
Das Postamt in der Bahnhofstraße wurde 1913 vom Gastwirt Johann Koch erbaut. Es wurde um 2020 von der Deutschen Post zugunsten einer benachbarten Postfiliale aufgegeben.
Mühle
Die Sudweyher Wassermühle und der  Gutshof Sudweyhe waren bis 1982 eine wirtschaftliche Einheit. Daneben steht die Mühlenscheune von um 1807. In dem Gebäudekomplex  finden Ausstellungen und Freiluft-Veranstaltungen statt und das Gemeindearchiv ist hier untergebracht.
Gutshof
Der Gutshof Sudweyhe war ein Rittergut vom 16. und die erhaltenen älteren Gebäude stammen aus dem 18. und 19. Jahrhundert. Das Herrenhaus von um 1819 wurde 1999 abgetragen.
Lahauser Spieker
Das Wahrzeichen des Ortsteils Lahausen, der Lahauser Spieker, wurde 1880 als Fachwerkhaus erbaut. Spieker ist der niederdeutsche Ausdruck für Speicher. Er steht direkt an der Lahauser Straße zwischen Lahausen und Jeebel. Das Gebäude wurde 1987/89 von allen zehn Lahauser Ortsvereinen restauriert. 1991 erwarb die Gemeinde Weyhe den Spieker. Heute ist der Spieker Probenraum der Lahauser Bühne.

### Kunst im öffentlichen Raum
Auf die verschiedenen Weyher Ortsteile verstreut, manchmal etwas versteckt, finden sich einige sehr unterschiedliche Skulpturen und Objekte von Künstlerinnen und Künstlern aus der Region. Diese Kunst-Objekte sind aus den verschiedensten Materialien gestaltet – aus Bronze, Edelstahl, Schmiedeeisen, Marmor, Stein und aus Ziegeln:
- Auf dem Gelände des Rathauses in Leeste von Thomas Recker das Mahnmal Gegen das Vergessen (Ziegel, 1993) für alle Opfer des Nationalsozialismus; außerdem die Edelstahl-Skulptur Beeren (1995) von Katharina Franck und die Skulptur Figura (Schmiedeeisen, 2001) von Elsa Töbelmann und Henning Greve.
- Auf dem Marktplatz in Kirchweyhe ein Maskenbrunnen (1997) aus Ziegel und Ton mit Bronzefiguren, gestaltet von Studenten der Hochschule für Künste in Bremen.
- Vor der Sparkasse in Leeste die Skulpturengruppe Die fünf Sinne (Stein, 2003) von Norbert Thoss.
- Vor der Sparkasse in Erichshof Die Liegende (Marmor, 2004) von Amir Amorowitsch.
- Beim Freibad in Kirchweyhe eine Stahlskulptur von Herbert Bodzin (1976).

## Infrastruktur

### Bildung
Die Gemeinde Weyhe verfügt über ein umfangreiches Bildungsangebot, fast alle gängigen Schularten sind vertreten. Für die rund 3500 Schülerinnen und Schüler stehen sechs Grundschulen in den Ortsteilen Leeste, Kirchweyhe, Sudweyhe, Erichshof, Lahausen und Melchiorshausen, zwei Kooperative Gesamtschulen in den Ortsteilen Kirchweyhe (5. – 10. Klasse) und Leeste (5. – 13. Klasse) sowie ein Förderzentrum und Förderschule mit dem Schwerpunkt Lernen im Ortsteil Melchiorshausen zur Verfügung.
Die Gemeinde Weyhe unterhält Kindergärten in den Ortsteilen Leeste, Kirchweyhe, Sudweyhe, Dreye, Erichshof, Lahausen und Melchiorshausen. Kinderhorte der Gemeinde sind in den Ortsteilen Leeste, Kirchweyhe und Lahausen angesiedelt. Die Einrichtungen freier Träger befinden sich in den Ortsteilen Kirchweyhe und Leeste.
Es gibt eine öffentliche Bibliothek in Weyhe:
- Bibliothek Leeste, Henry-Wetjen-Platz 4a (Kulturscheune Weyhe)

### Sportstätten
Weyhe besitzt mehrere Sportplätze. So sind zum einen die Kooperativen Gesamtschulen Kirchweyhe und Leeste jeweils mit Mehrzweckhallen und Sportplätzen ausgestattet.
Im Ortsteil Leeste, gleich neben dem Rathaus, befindet sich die Zentrale Sportanlage (ZSA) der Gemeinde. Dort gibt es Fußball- und Tennisplätze der Vereine TSV Weyhe-Lahausen und SC Weyhe, eine Tartanbahn, eine Weitsprunganlage, eine Mehrzweckhalle sowie einen Gastronomiebetrieb. Im Oktober 2011 wurde ein zweiter Fußball-Kunstrasenplatz fertiggestellt.
Im Ortsteil Melchiorshausen, an der B6 direkt hinter dem Partyraum „Village“, befindet sich die Tennisanlage des reinen Tennisclubs TC 71 Weyhe mit dazugehörigem vereinseigenem Clubhaus.
Das 1974/75 erbaute Weyher Freibad liegt im Ortsteil Kirchweyhe und verfügt über ein 50 m-Becken, einen 5-Meter-Sprungturm, ein Schwimmerbecken, ein Nichtschwimmerbecken sowie Kinderbecken und Wasserrutsche. In einem kleinen beheizten Hallenbad ist ein Lehrschwimmbecken vorhanden, das in der Wintersaison den Schulen vormittags und allen anderen Badegästen nachmittags angeboten wird. Das Freibad liegt inmitten eines großen Freigeländes unweit der Hache und ist umgeben von altem Baumbestand.

### Vereine
In der Gemeinde Weyhe existieren zahlreiche traditionelle Sport- und Schützenvereine, unter anderen der größte Verein SC Weyhe, dessen American-Football-Team in der Saison 2004 und 2007 in der 2. Bundesliga spielte.
Die U-17 (B-Jugend) spielt in der Saison 2009/2010 in der Fußball Bundesliga-Nord.
Die Gemeindejugendpflege bietet zusammen mit dem Verein PRO YOUgend e. V. Freizeitbeschäftigungen für Kinder und Jugendliche an. Ein weiterer traditioneller Sportverein ist der TSV Weyhe-Lahausen e. V. 1949. Angeboten wird Fußball, Turnen, Badminton, Korbball und Wandern.
Der Schachverein SK Kirchweyhe spielt seit der Saison 2022/23 in der Schachbundesliga.

## Wirtschaft und Verkehr

### Ansässige Unternehmen
Der Ortsteil Dreye bildet mit knapp 150 Gewerbebetrieben den Gewerbeschwerpunkt von Weyhe. Einen Kilometer von der Bundesautobahn 1 entfernt haben sich Unternehmen wie Aldi-Nord mit einer Regionalniederlassung und eigener Kaffeerösterei, die Vakumix AG, der Dachdeckereinkauf Nordwest eG, Hofmeister & Meincke GmbH & Co, Bultmann Produktions- und Vertriebs GmbH und Cadillac Plastic GmbH angesiedelt. Im Ortsteil Leeste hat die überregional bekannte Fruchtsaftkelterei Hans Döhle GmbH (Goldquell) seit mehr als 50 Jahren ihren Produktionsstandort, allerdings 2011 die Produktion eingestellt.

### Verkehr
Schienenverkehr
Weyhe liegt an der stark frequentierten Bahnstrecke Wanne-Eickel–Bremen–Hamburg, der Verkehrsachse zwischen dem Ruhrgebiet und Nordwestdeutschland. Seit Dezember 2010 verkehren hier Züge der Regio-S-Bahn Bremen/Niedersachsen. Es existieren Pläne, die Straßenbahnlinie 8 der Bremer Straßenbahn AG über Huchting hinaus auf den Gleisen der Bremen-Thedinghauser Eisenbahn über Stuhr und Brinkum nach Weyhe-Leeste zu verlängern.
- Der Ortsteil Kirchweyhe verfügt über einen Bahnhof, an dem Regionalexpress-Züge der Deutschen Bahn auf der Strecke Bremen bzw. Bremerhaven-Lehe–Osnabrück (RE 9) und die Linie RS 2 der NordWestBahn halten.
- Der Ortsteil Dreye besitzt ebenfalls einen Haltepunkt an der Bahnstrecke Bremen–Osnabrück. Hier halten lediglich Züge der Linie RS 2 der NordWestBahn.
- Der Ortsteil Melchiorshausen kann auch über den Haltepunkt Barrien der Nachbargemeinde Syke erreicht werden. Auch hier halten lediglich Züge der Linie RS 2 der NordWestBahn.
- Bis 2027 wird die Bremer Straßenbahnlinie 8 bis nach Weyhe-Leeste verlängert.[16]

Straßenverkehr
Weyhe ist über zwei Abfahrten der Bundesautobahn 1 zu erreichen:
- Die Ortsteile Leeste, Erichshof, Hörden und Melchiorshausen über die Abfahrt Bremen/Brinkum.
- Die Ortsteile Dreye, Kirchweyhe, Lahausen, Sudweyhe und Jeebel über die Abfahrt Bremen-Arsten.

ÖPNV
Weyhe gehört dem Verkehrsverbund Bremen/Niedersachsen an. Buslinien bedienen die Weyher Ortsteile und fahren zum Hauptbahnhof Bremen, nach Bremen-Neustadt und nach Syke.
Flugverkehr
Der Flughafen Bremen liegt etwa 15 km entfernt und ist über die Bundesstraße 6 zu erreichen.
Schiffsverkehr
Der Ortsteil Dreye liegt direkt an der Weser und besitzt im durch Kiesabbau entstandenen Wieltsee einen Jachthafen.

## Persönlichkeiten

### Söhne und Töchter der Gemeinde
- Charlotte von Einem (1756–1833), Muse des Göttinger Hainbunds
- Johann Heinrich Rumsfeld, Großvater des ehemaligen US-Verteidigungsministers Donald Rumsfeld, stammte aus Sudweyhe, emigrierte 1876 in die Vereinigten Staaten.
- Louise Ebert (1873–1955), Ehefrau von Friedrich Ebert, dem ersten deutschen Reichspräsidenten
- Heinz Warneke (1895–1983), deutsch-US-amerikanischer Bildhauer
- Heino Wiese (* 1952), Politiker (SPD)
- Hermann Greve (* 1957), Autor
- Katja Riemann (* 1963 in Kirchweyhe), Schauspielerin
- Luca Zander (* 1995), Fußballspieler
- Michael Rosemann (* 1967), deutscher Hochschullehrer und Honorarkonsul in Brisbane, Australien

### Persönlichkeiten, die vor Ort wirken oder wirkten
Alphabetisch geordnet
- Dirk Busch (* 1951 in Brunsbüttelkoog), Sänger, Komponist, Texter, Produzent und Arrangeur
- Hermann Greve (* 1957 in Weyhe-Sudweyhe), Autor
- Dennis-Kenji Kipker (* 1987 in Ibbenbüren), Unternehmer, Professor für IT-Sicherheitsrecht und Ratsherr im Gemeinderat Weyhe
- Felix Kracht (1912–2002), Ingenieur und Pilot, einer der Väter von Airbus Industries (erster Produktionsdirektor)
- Ursel Meyer-Wolf (1944–2020), plattdeutsche Autorin
- Peter Barthold Schnibbe (1951–2023), Maler, lebte und arbeitete in Weyhe-Melchiorshausen
- Hans Schumacher (* 1941 in Hameln), deutscher Badmintonspieler
- Rolf Stünkel (* 1954 in Hildesheim), Schriftsteller, Fotograf, Kampf- und Verkehrspilot
- Gabriele Ullrich (* 1960 in Syke-Okel), Autorin
- Falko Weerts (* 1942 in Emden), plattdeutscher Autor und Moderator
- Arnd Zeigler (* 1965 in Bremen), Moderator, Journalist, Autor und Sänger